# 中西重忠
中西重忠（日语：／ Nakanishi Shigetada，1942年1月7日—），日本生物化學家、神經學家。美國文理科學院外籍名譽院士、美國國家科學院外籍院士，現任大阪生物科學研究所所長。文化勳章表彰。文化功勞者。
中西教授曾獲得日本人首座格魯伯神經科學獎，他與沼正作是世界最初闡明N-甲基-D-天門冬胺酸受體構造的科學家。

## 生平
1942年1月7日，中西重忠誕生於日本岐阜縣大垣市，京都大學醫學部畢業。醫學博士（京都大學）。
大學時代，中西重忠與本庶佑（現知名醫學家）結為好友。完成學業後，1971年至1974年間在美國國立衛生研究院分子生物學研究所做博士後研究，師從Ira Pastan，習得剛剛起步的DNA重組技術，並將之用於神經傳導物質／激素的研究。回到日本後，中西持續發現其親緣物質。
1974年開始，中西擔任京都大學醫化學副教授。2000年至2002年間擔任京大醫學部部長。2005年自京大退休，現任大阪生物科學研究所（Osaka Bioscience Institute）所長。

## 貢獻
- 與沼正作合作，領先世界闡明N-甲基-D-天門冬胺酸受體構造，以及谷氨酸受體（英语：Glutamate receptor）的性質及神經傳導的分子機制[4]。其中包括神經傳導脈衝，及其對於視覺系統、嗅覺系統與記憶、學習的關鍵作用。
- 完成世界最初的生物活性肽（Biologically active peptides）複製，並從下丘腦垂體的mRNA當中轉錄促腎上腺皮質激素（ACTH）而成功複製POMC。
- 完成世界第二例對β-腎上腺素受體的複製，僅稍晚於杜克大學的罗伯特·莱夫科维茨團隊。這使得中西與2012年諾貝爾化學獎失之交臂。

## 親屬與門生
哥倫比亞大學教授中西香爾是中西重忠的叔父，叔姪兩人都被視為諾貝爾獎候選人。
中西重忠曾是笹井芳樹的博士指導教授。笹井是世界胚胎幹細胞權威，也是約翰·格登的再傳弟子。惟因捲入小保方晴子論文造假事件，笹井已於2014年8月5日自殺身亡。

## 榮譽
- 1983年	朝日獎
- 1987年	武田醫學獎（日语：武田医学賞）
- 1992年 上原獎（日语：上原賞）
- 1995年	美國施貴寶公司神經科學獎
- 1995年	美國文理科學院外籍名譽院士
- 1996年	庆应医学奖
- 1997年	恩賜獎・日本學士院獎[5]
- 2000年	美國國家科學院外籍院士
- 2006年	文化功勞者
- 2007年	格魯伯神經科學獎
- 2015年	文化勳章

## 外部連結
- OBI概要 | 公益財団法人 大阪バイオサイエンス研究所 OBI